# Curimatella dorsalis
Curimatella dorsalis és una espècie de peix de la família dels curimàtids i de l'ordre dels caraciformes.

## Morfologia
- Els mascles poden assolir 11,4 cm de llargària total.
- Nombre de vèrtebres: 31-32.[3]

## Hàbitat
Viu en zones de clima subtropical.

## Distribució geogràfica
Es troba a Sud-amèrica: conques dels rius Orinoco, Amazones, Tocantins, Paraguai i Paranà.